# Per un pugno di canzoni
Pour plus de détails, voir Fiche technique et Distribution.
Per un pugno di canzoni est un musicarello ouest-germano-liechtensteino-hispano-italien réalisé par José Luis Merino et sorti en 1966.
C'est l'un des quelques musicarelli dans lequel joue Françoise Hardy.

## Synopsis
Little Europe, une petite ville de l'Ouest américain, est choisie pour accueillir un festival de musique européen qui sera retransmis à la télévision internationale. L'élection des juges met en danger la paix du pays car les antagonismes dormants des descendants italiens, espagnols, français et allemands vont se raviver à cette occasion.

## Fiche technique
- Titre original italien : Per un pugno di canzoni ou Europa canta[1]
- Titre espagnol : Por un puñado de canciones[2]
- Titre allemand : Laß die Finger von der Puppe[3]
- Réalisateur : José Luis Merino
- Scénario : Carlo Infascelli, Mario Amendola, José Luis Merino, Carlo Veo
- Photographie : Fulvio Testi
- Montage : Cesare Bonelli
- Musique : Enrico Polito (it)
- Décors : Alessandro Dell'Orco
- Sociétés de production : Compagnia Generale Finanziaria Cinematografica, Établissement Eurofilm, Parnass Film, Petruka Films
- Pays de production :  Italie -  Espagne -  Allemagne de l'Ouest -  Liechtenstein
- Langue originale : italien
- Format : Couleurs par Eastmancolor - 35 mm
- Durée : 80 minutes
- Genre : Musicarello, western spaghetti humoristique
- Dates de sortie :
  - Italie : 10 juillet 1966
  - Allemagne de l'Ouest : 9 septembre 1966

## Distribution
- Vivi Bach : Betty
- Gustavo Rojo : Chef indien Grand Vautour
- Bruno Scipioni : Nicky
- Ennio Antonelli : Joe
- Enrique Ávila : L'Espagnol
- Carlo Cevoli : le chanteur
- Tony Cucchiara : lui-même
- Lucio Dalla : L'Italien
- Ermelinda De Felice : Madame Pompon
- Tony Del Monaco : lui-même
- Equipe 84 : eux-mêmes
- Françoise Hardy : elle-même
- Wilma Goich : elle-même
- Luis Induni : M. Lewis
- Enrico Luzi (en) : le vieil homme
- Marcello's Ferial : eux-mêmes
- Ester Macioci : Ester
- Domenico Modugno : lui-même
- Eleonora Morana : femme française
- Mary Paz Pondal : femme espagnole
- Renzo Palmer : Taureau menteur
- Anna Maria Panaro : femme italienne
- Ingrid Schoeller : femme allemande
- Nini Rosso : lui-même
- Nino Vingelli : Jack
- I Kings (it) : eux-mêmes
- Ornella Vanoni : chanteuse
- Adriano Celentano : chanteur

## Production
Dans le film, de nombreux chanteurs et groupes de variétés apparaissent aux côtés des acteurs. Certaines représentations varient selon le pays de sortie. Ainsi, dans la version allemande, Mary Roos a fait l'une de ses premières apparitions internationales.
Les interprètes de la version allemande dans l'ordre de leur apparition :
- Mary Roos (Junge Liebe), Françoise Hardy (Parla mi di te), Wilma Goich (In un fiore), Ornella Vanoni (Abbracciami forte), Tony Del Monaco (Se la vita è così), Twist-Can-Can-Girls, Nini Rosso (Il silenzio), Kings (Fai quello che vuoi), Fred Bertelmann (Wenn ich dich anseh), I Pelati, Beatles di Cadiz, I Snobs (Sha la la la), The Honeybeats (A-a-a-dici), Domenico Modugno (Tu sì 'na cosa grande), Equipe 84 (Io ho in mente te), Marcellos Ferial (Johnny Brown)...

Dans la version italienne figurent également Tony Cucchiara, Adriano Celentano (Ringo) et les Yardbirds (For Your Love), qui n'apparaissent pas dans la version allemande.